# Teorema de impossibilidade
Na física teórica, o teorema de impossibilidade é um teorema que afirma que uma situação específica não é fisicamente possível. O teorema que demonstra que uma ideia não é possível apesar de ser atrativa ou intuitiva. Especificamente, o termo descreve resultados em mecânica quântica, como o teorema de Bell e o teorema de Kochen-Specker, que restringem os tipos permitidos de teorias de variáveis ocultas que tentam explicar a aparente aleatoriedade da mecânica quântica como um modelo determinístico que apresenta estados ocultos.
Dos famosos teoremas de Bell e Kochen & Specker aos resultados mais recentes de Colbeck & Renner e Pusey et al, os teoremas de impossibilidade têm uma longa história nos fundamentos da teoria quântica. A maioria dos teoremas anteriores de impossibilidade preocupou-se em excluir certas classes de modelos de variáveis ocultas a partir de algum conjunto de suposições naturais. Variáveis ocultas - ou sua encarnação contemporânea como modelos ontológicos - visam fornecer à teoria quântica uma descrição clássica subjacente, onde características quânticas não clássicas surgem devido ao fato de que essa descrição está escondida de nós.
F. Laudisa levantou dúvidas razoáveis sobre a estratégia seguida para provar alguns desses resultados, uma vez que eles se apóiam na estrutura padrão da mecânica quântica, uma teoria que apresenta vários problemas ontológicos.

## Teoremas de impossibilidade
- Teorema de Bell
- Teorema de Coleman–Mandula
- Teorema de Haag-Lopuszanski-Sohnius‎
- Princípio da incerteza de Heisenberg

## Leitura recomendada
- Osvaldo Pessoa Jr. (2006). Conceitos de física quântica, Volume 2. [S.l.: s.n.]